# Pysjma (rivier)
Pysjma (Russisch: Пышма) is een Russische rivier die stroomt door oblast Sverdlovsk en oblast Tjoemen. De rivier stroomt net als de Iset vanuit het stuwmeer Iset op de oostelijke hellingen van de Centrale Oeral en stroomt vandaar oostwaarts over de stroomvlakte van de Trans-Oeral richting van het westelijke deel van het West-Siberisch Laagland. De rivier wordt voor 60% gevoed met sneeuw. Het debiet varieert tussen de 2 tot 1300 m³/sec en is gemiddeld 34 m³/sec. De rivier bevriest in de eerste helft van november en ontdooit weer in de tweede helft van april. De rivier wordt gebruikt voor het vervoer van boomstammen en voor de voorziening van industrieel water. Er bevinden zich twee stuwmeren, waarvan het Belojarskoje Bekken wordt gebruikt voor de kerncentrale Belojarsk.
De belangrijkste steden en plaatsen langs de rivier zijn achteenvolgens Verchnjaja Pysjma, Zaretsjny, Belojarski, Kamysjlov, Soechoj Log, Pysjma en Talitsa. De rivier is zwaar vervuild.

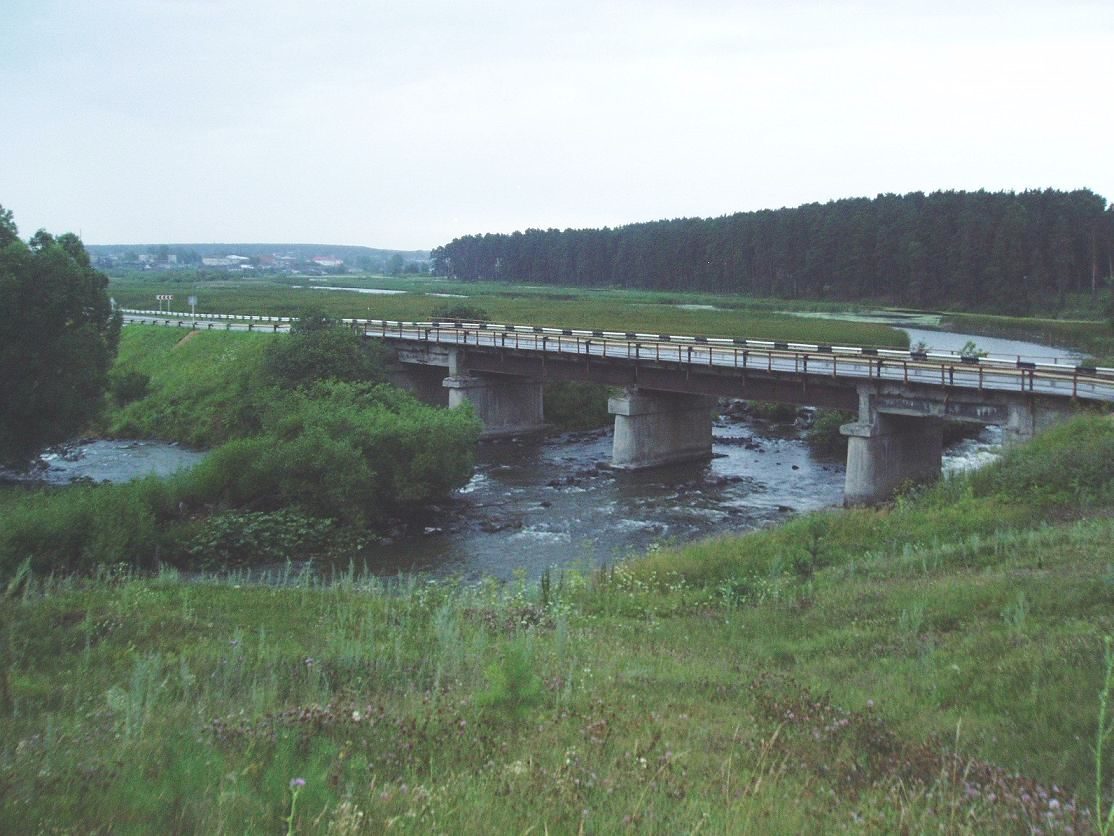
Brug over de Pysjma bij Belojarski